# Eduardo López Rivas
Eduardo López Rivas (Maracaibo, 10 de septiembre de 1850 - 22 de julio de 1913) fue un intelectual y periodista venezolano.
Fundador y editor de grandes tribunas periodísticas de carácter político y figura legendaria dentro de la historia del periodismo en Venezuela. Sus publicaciones hicieron especial oposición al régimen del caudillo Antonio Guzmán Blanco, que se mantuvo en el poder durante dieciocho años.

## Biografía
López Rivas está considerado uno de los más destacados intelectuales de la Venezuela del siglo XIX y un revolucionario de las artes editoriales y tipográficas en su país. El historiador venezolano Alfredo Tarre Murzi describió a López Rivas como "un periodista brillante, fundador de una dinastía de escritores, editores e intelectuales". Tarre lo considera uno de los primeros civilizadores de la joven república de Venezuela, "en tiempos donde reinaba la autocracia y el pueblo padecía bajo las garras de la barbarie y la ignorancia". Se le tiene por un personaje mítico dentro del periodismo venezolano cuyo nombre es relacionado con el civismo, la ilustración y el bienestar público.

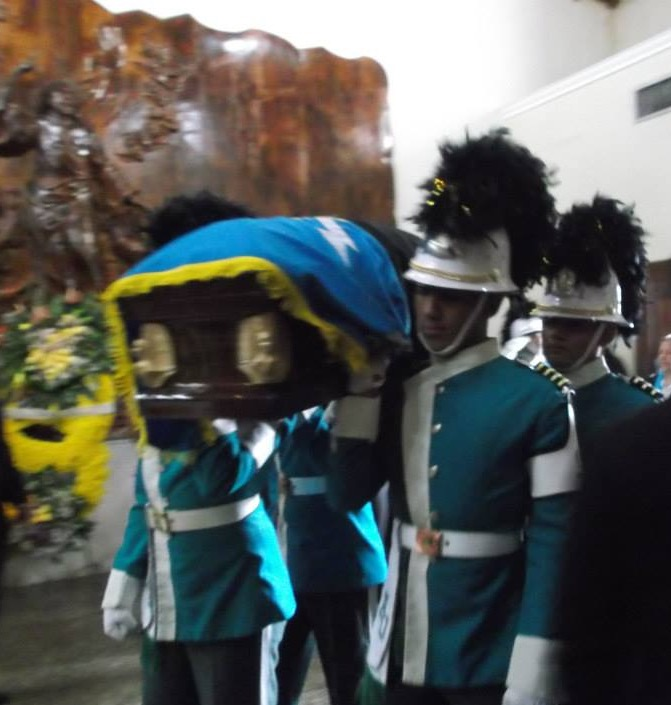
Restos de Eduardo López Rivas entran al Panteón del Estado Zulia, el 24 de febrero de 2015

Su padre fue Don Juan Eduardo López de Triana y Espina, miembro fundador del Partido Liberal. Su madre era Doña Encarnación Rivas de López, pariente del escritor venezolano José María Rivas. Su infancia transcurrió en un ambiente instruido y cultivado, que sentó las bases para su futura formación académica. Hizo sus primeros estudios en el Colegio Federal del entonces Estado Falcón Zulia y posteriormente se trasladó a Francia para continuar sus estudios. En Marsella -dice Tarre Murzi- "pudo absorber lo mejor de aquella singular época; la de mayor floración de genios que conoció Europa, entre 1850 y 1890".
En su libro "Siluetas ilustres del Zulia" Atenógenes Olivares Hijo escribe:

Desde sus primeros años en el liceo, mostró esa inclinación al cultivo de las letras que lo llevó más tarde a convertirse en antorcha del periodismo; en intérprete viril de una raza que tarde o temprano se sacudiría ante el torbellino arrollador de la explotación de los tiranos.

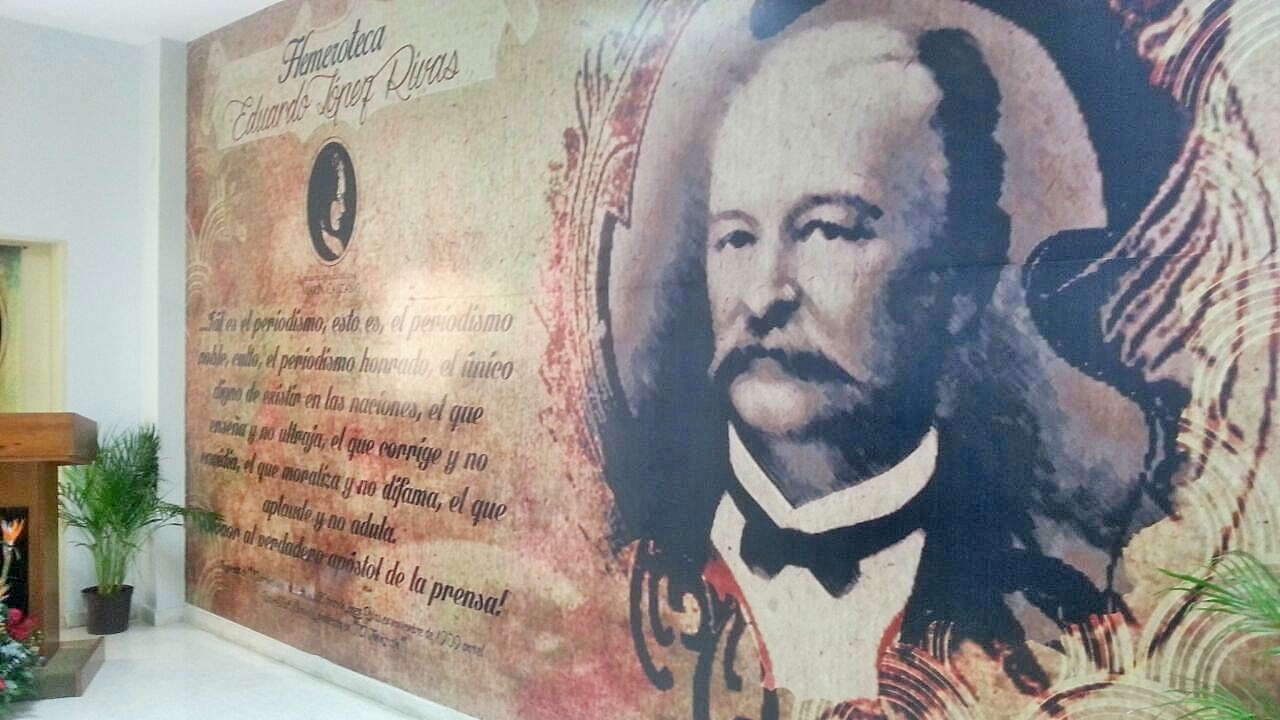
Hemeroteca "Eduardo López Rivas". Biblioteca Pública de Maracaibo

Regresa a su ciudad natal, Maracaibo, en 1870. Entonces tiene 20 años y trae consigo las nuevas ideas del Viejo Mundo. Se traslada a la ciudad capital venezolana, Caracas, donde desempeña cátedras de idiomas, dibujo natural y elaboración de planos y mapas geográficos; enseña gramática castellana y traduce del inglés; colabora con los círculos intelectuales de la ciudad y desarrolla el espíritu crítico de sus discípulos.
La presencia de gobiernos autoritarios en Venezuela y su preocupación constante por el bienestar público, llevaron al joven López Rivas a ejercer el periodismo como medio de denuncia a los abusos del poder político. Según Atenógenes Olivares Hijo:

Su rectitud de hombre y el vigor de su talento lo empujan a ocupar las trincheras del periodismo donde, por imponerse en el corazón de su pueblo luchando contra los rigores de la tiranía, se convierte en el blanco de feroces persecuciones políticas.

La crónica de la época, elaborada por el diplomático estadounidense Eugene H. Plümacher, lo describe como:
"un joven educado en el extranjero, bien parecido con una conducta intachable...hablaba francés perfectamente, igualmente el inglés, y era editor y propietario de uno de los principales periódicos de Maracaibo".
Aniceto Ramírez y Astier escribe sobre López Rivas:
"Fue hombre de convicciones, nacido para las luchas del civismo; vino al mundo con el carácter de un romano de los buenos tiempos de la república, y desde sus primeras mocedades, se lanzó con fe en la arena del combate".
Alfredo Tarre Murzi lo describe así en su libro “Biografía de Maracaibo”:
"López Rivas fue un precursor, un sembrador, un divulgador, con honda pasión venezolana". "Sus hijos, Carlos y Eduardo López Bustamante, continuaron sus labores y sus propósitos patrióticos, sembrando en las generaciones del siglo XX las ideas del progenitor".

## Primeras publicaciones
Entre 1873 y 1877 Eduardo López Rivas comienza y dirige cinco periódicos diferentes: El Semanario, La Antorcha, El Periódico, El Mensajero y El Boletín Mercantil. Estos periódicos publicaban artículos sobre política en abierta oposición al presidente venezolano, Antonio Guzmán Blanco, y por ello fueron clausurados por el gobierno uno tras otro. López Rivas fue perseguido y encarcelado en varias ocasiones y se vio obligado a huir del país.

## Diario El Fonógrafo

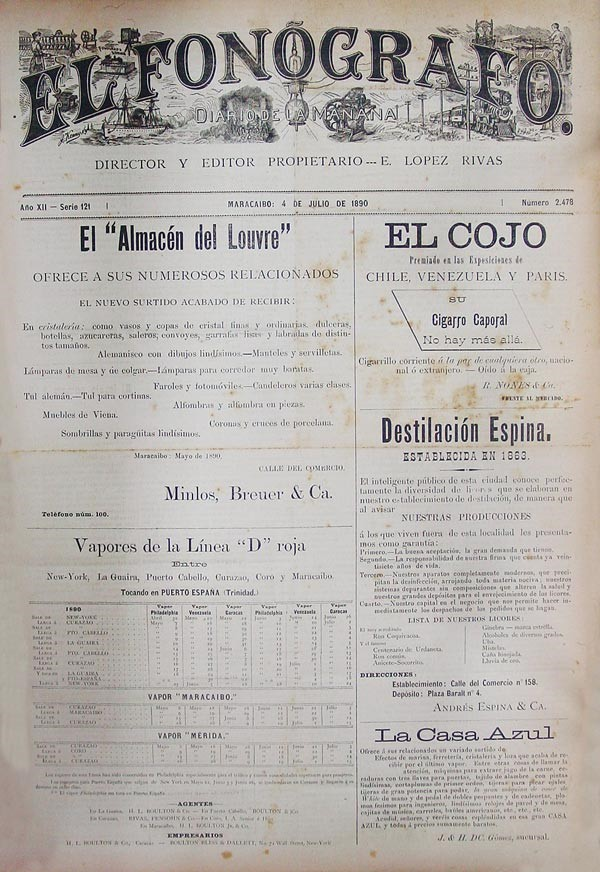
Diario El Fonógrafo a finales del siglo XIX

El 21 de mayo de 1879 circuló por primera vez en Maracaibo el bisemanario “El Fonógrafo", el cual se convertiría en diario a partir de 1881. “El Fonógrafo” tuvo una larga y digna trayectoria, hasta su cierre el 23 de agosto de 1917, por orden del General Juan Vicente Gómez, a través del General Lorenzo Carvallo, prefecto del Distrito Federal.
Esta publicación representó para el Zulia, desde sus comienzos, la tribuna principal donde López Rivas y otros intelectuales de la época ejercían presión sobre el gobierno. Venezuela vivía bajo el autoritarismo del Presidente Antonio Guzmán Blanco, cuyo régimen personalista atacó fuertemente la libertad de pensamiento. En una época de profundo despotismo, la oposición de López Rivas desde las páginas de “El Fonógrafo”, le llevaría a sufrir abusos, persecuciones y prisiones. Se vio forzado a huir a Colombia y a los Estados Unidos y vivir en el exilio durante varios años.

Pedro Guzmán hijo escribe sobre “El Fonógrafo” en 1965:

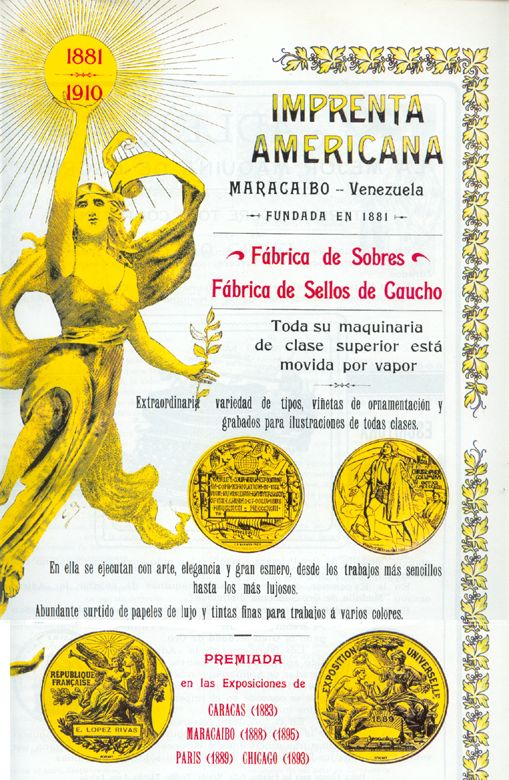
Aviso de la "Imprenta Americana". Diario "El Fonógrafo". 1910

Fundado y dirigido por López Rivas, diario comercial y noticiero, muy solicitado por sus cotidianos artículos de fondo, de moral pública, de política nacional y regional, escritos en buen castellano. Por sus ácidas críticas, en cuanto a política, fue arbitrariamente suspendido repetidas veces por autoridades de la localidad y López Rivas encarcelado, pero el diario reaparecía editado por alguno de sus hijos, Eduardo y Carlos, quienes sufrieron represiones por los mismos motivos. Se parecían a su progenitor en esto, particularmente Carlos, quien en las primeras décadas de éste siglo, editó a la vez “El Fonógrafo” en Caracas, donde por análogas causas fue suspendido en el año 1917.

## Imprenta Americana
En 1881 López Rivas funda la mítica Imprenta Americana, ubicada en el número 39 de la calle Comercio del centro de la ciudad de Maracaibo. La imprenta Americana es el primer taller tipográfico de Venezuela que presenta trabajo de tricromía, e introduce el fotograbado y la fotografía en las publicaciones periódicas venezolanas. Fue en su tiempo uno de los talleres tipográficos más sofisticados de América y obtuvo muchos premios en exposiciones nacionales e internacionales, por la calidad y el estilo de sus trabajos. Entre ellos el premio recibido en la Exposición Universal de París (1889), y el premio de la Exposición Mundial Colombina de Chicago.

## El Zulia Ilustrado

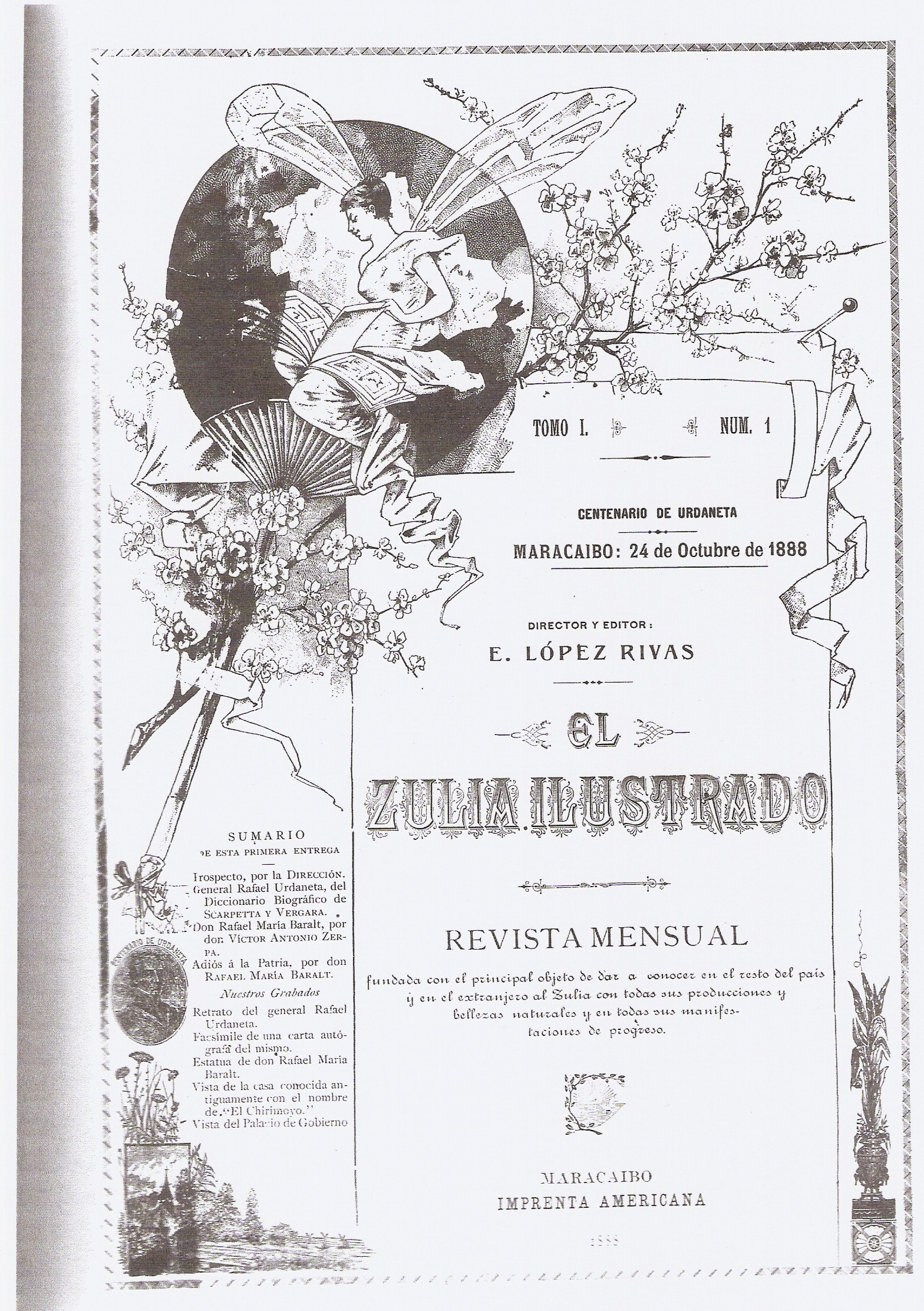
Portada de la revista "El Zulia Ilustrado"

Hacia 1888 se publica el primer número de “El Zulia Ilustrado”, una revista sin contribuciones oficiales ni avisos comerciales, que circuló hasta finales de 1891. Impresa con nitidez, buen gusto tipográfico e interesante lectura, se edita en fino papel satinado con magníficas ilustraciones sobre los paisajes, las gentes, las ciudades y los pueblos del estado Zulia. Circula en Venezuela y en el exterior, dando a conocer, más allá de las fronteras nacionales, la vida y costumbres de la región zuliana. 
Con la aparición de la revista El Zulia Ilustrado, cumplía López Rivas su propósito de educar a la población de su tierra natal. Evadir el tema político y desarrollar conciencia de opinión a través de los conocimientos y el cultivo de la identidad zuliana. En la primera edición López Rivas dejó claros sus propósitos: 

En estas columnas... haremos completa abstracción de nuestras personales inclinaciones y hasta de nuestros resentimientos, por vehementes y legítimos que sean.

Al mismo tiempo deseaba dar a aconocer al Zulia en el país y en el extranjero, en todas sus manifestaciones de progreso. Los rasgos biográficos de sus próceres, poetas, sabios y educadores; sus edificios, plazas, paisajes y costumbres populares.

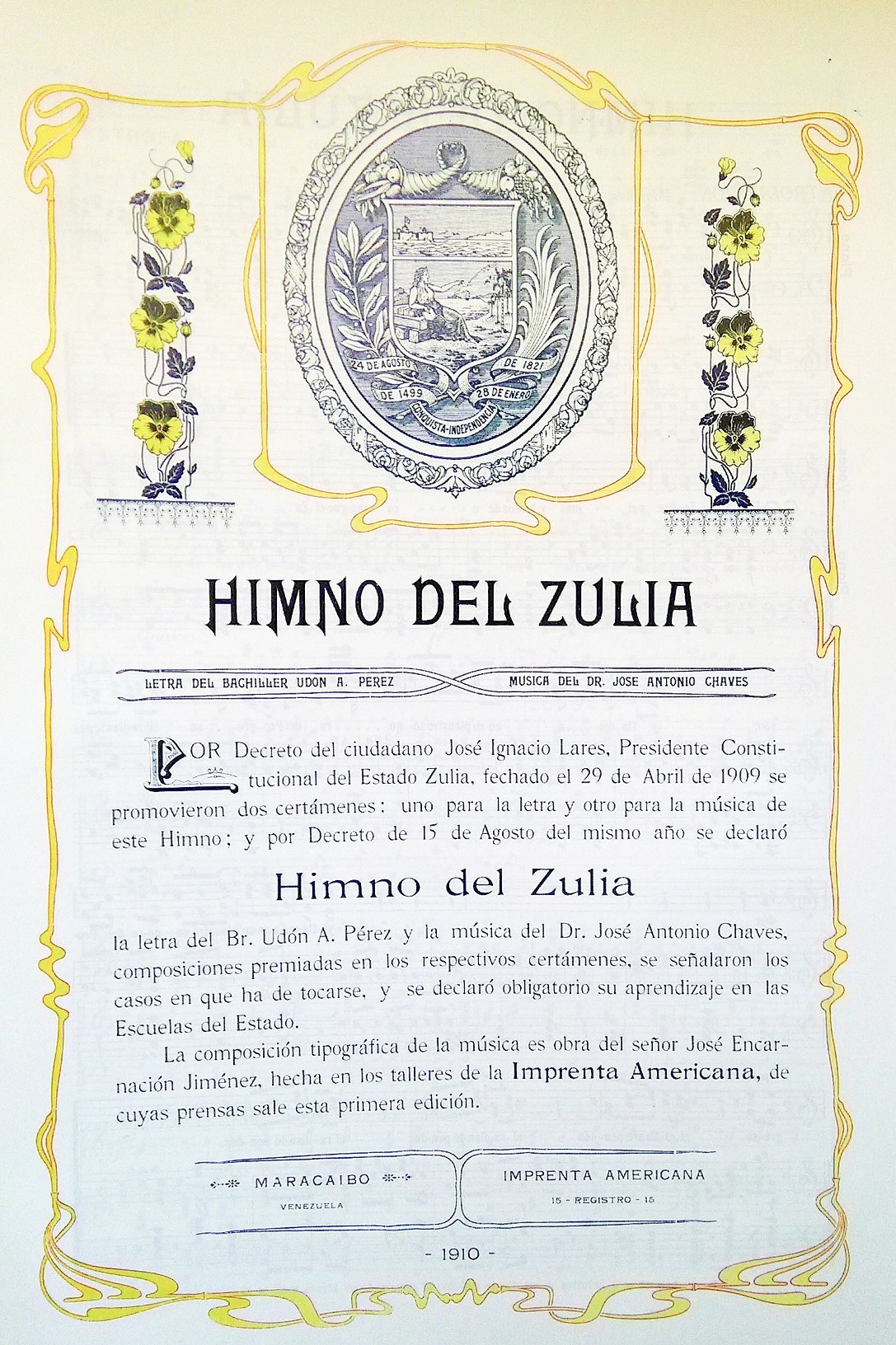
Himno del Zulia. Primer aviso de promoción. Diario "El Fonógrafo". 1910

## El Himno del Zulia
Eduardo López Rivas está considerado el promotor del Himno del Estado Zulia, porque fue su espíritu ideario. Durante años planteó la idea de crear un himno para su región a los gobernantes locales, pero ésta fue siempre rechazada debido a sus críticos artículos sobre el gobierno, publicados en las páginas de “El Fonógrafo”. La situación cambió en 1908, cuando fue nombrado gobernador del Zulia el escritor José Ignacio Lares Baralt, que publicaba sus obras en la Imprenta Americana. Dadas sus buenas relaciones con López Rivas aprobó la propuesta de inmediato. Eduardo López Rivas fue el encargado de organizar un concurso para música y letra del himno y redactar las bases. El decreto para la creación del Himno del Zulia fue emitido el 15 de agosto de 1909 y la partitura con la música y letra ganadoras fue publicada por primera vez en la edición de El Fonógrafo del 19 de abril de 1910. En la misma edición apareció el primer aviso promocional del himno, elaborado en la Imprenta Americana de Eduardo López Rivas.

## Vida familiar

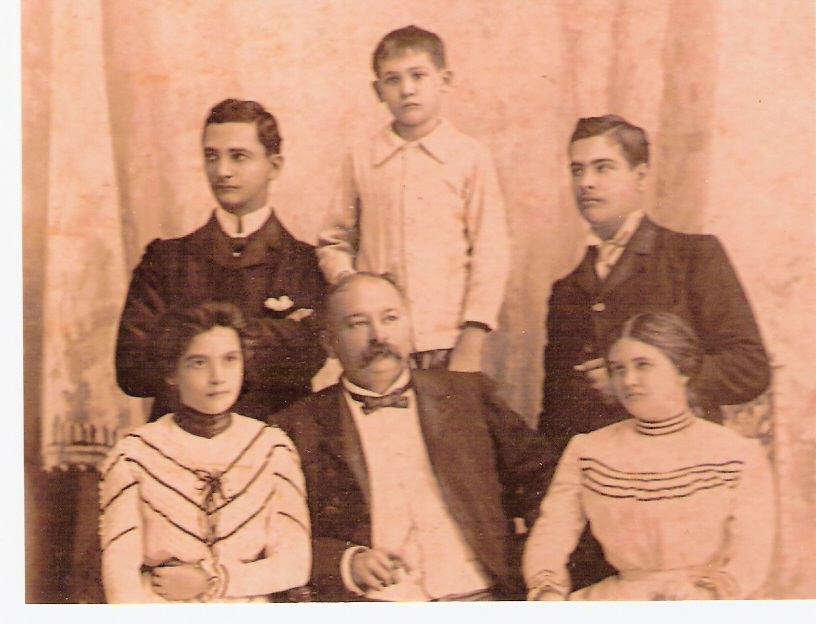
Eduardo López Rivas y sus hijos, los hermanos López Bustamante.

Don Eduardo se casó en 1880, a la edad de treinta años, con Doña Carmen Bustamante López, sobrina del médico venezolano Francisco Eugenio Bustamante y pariente consanguinea del general Rafael Urdaneta. De esta unión nacieron cinco hijos: Margarita López Bustamante y los periodistas Eduardo, Carlos, Enrique, y Teresa López Bustamante.
López Rivas enviudó de su primera esposa y, en 1903, contrajo nupcias con Carmen López Castro. Tuvieron dos hijos, Carmen Josefina y Alberto López López, pionero de la radiodifusión en Venezuela y primer gerente técnico de Radio Caracas Televisión.
Tras su muerte, sus hijos, Carlos, Teresa, Enrique y Eduardo López Bustamante, continuaron al frente de la Imprenta Americana y del diario El Fonógrafo. Siguiendo los pasos de su padre, particularmente Carlos y Eduardo, se destacaron por la lucha política contra el dictador Juan Vicente Gómez. Finalmente serían despojados de la imprenta, la cual fue clausurada definitivamente por el gobierno en 1917. Enrique López Bustamante se exiló en Buenos Aires, Argentina. Carlos López Bustamante se marchó a los Estados Unidos, donde murió años después. Eduardo López Bustamante fue encarcelado en el Castillo de San Carlos de la Barra, una fortaleza construida por los españoles durante la época colonial, ubicada a la entrada del golfo de Venezuela. Teresa López Bustamante fue la única que permanenció en el país, vigilada por la policía secreta del gobierno y con prohibición de salir de la región zuliana. Fue una destacada educadora y periodista, a pesar de los espacios tan limitados que la sociedad de entonces reservaba para la mujer. Años después fundaría el periódico católico Diario La Columna, de larga trayectoria en el estado Zulia y hoy fuera de circulación.

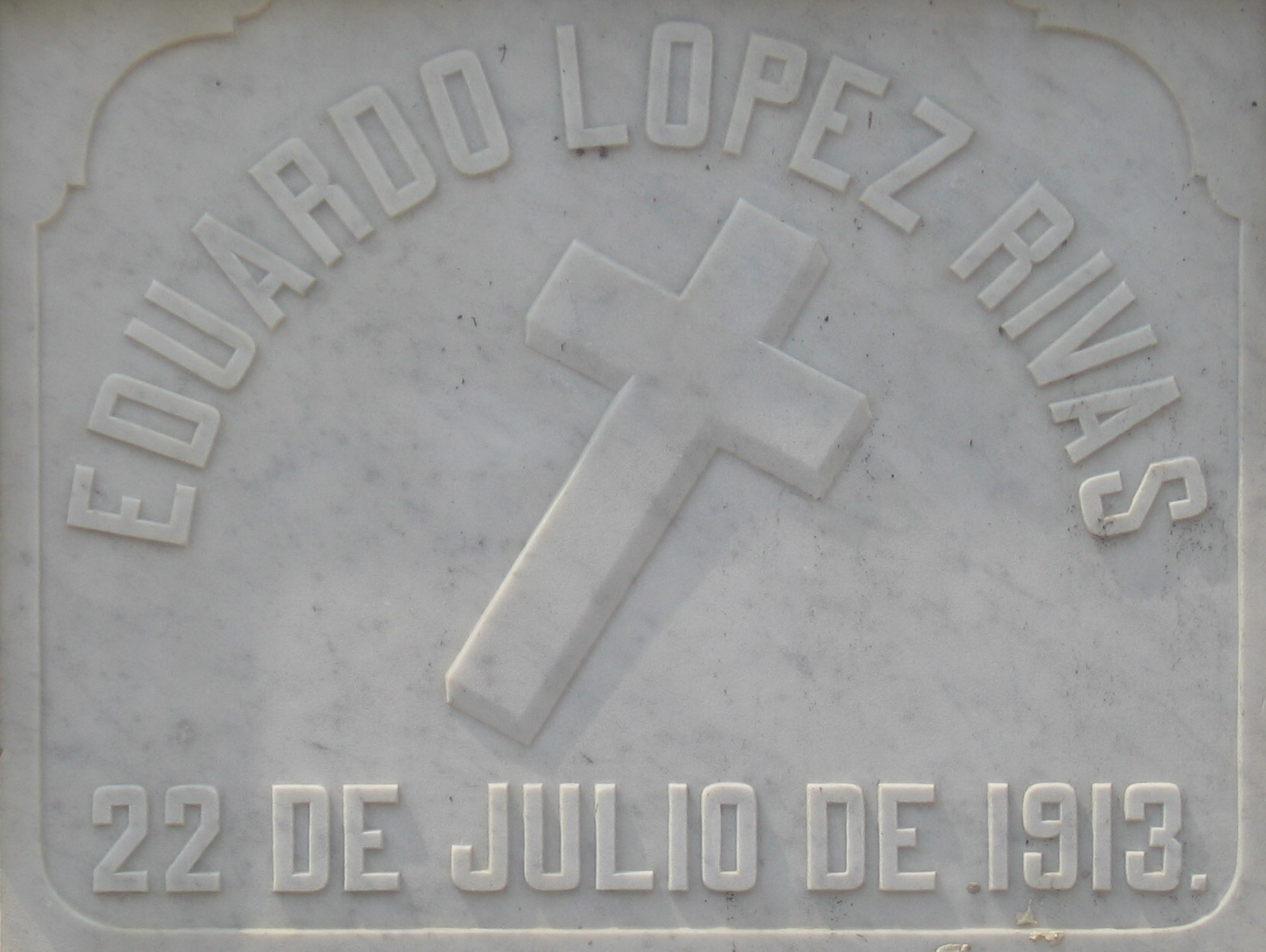
Placa del nicho original de Eduardo López Rivas en el panteón familiar, ubicado en el cementerio “El Cuadrado” de Maracaibo.

## Muerte

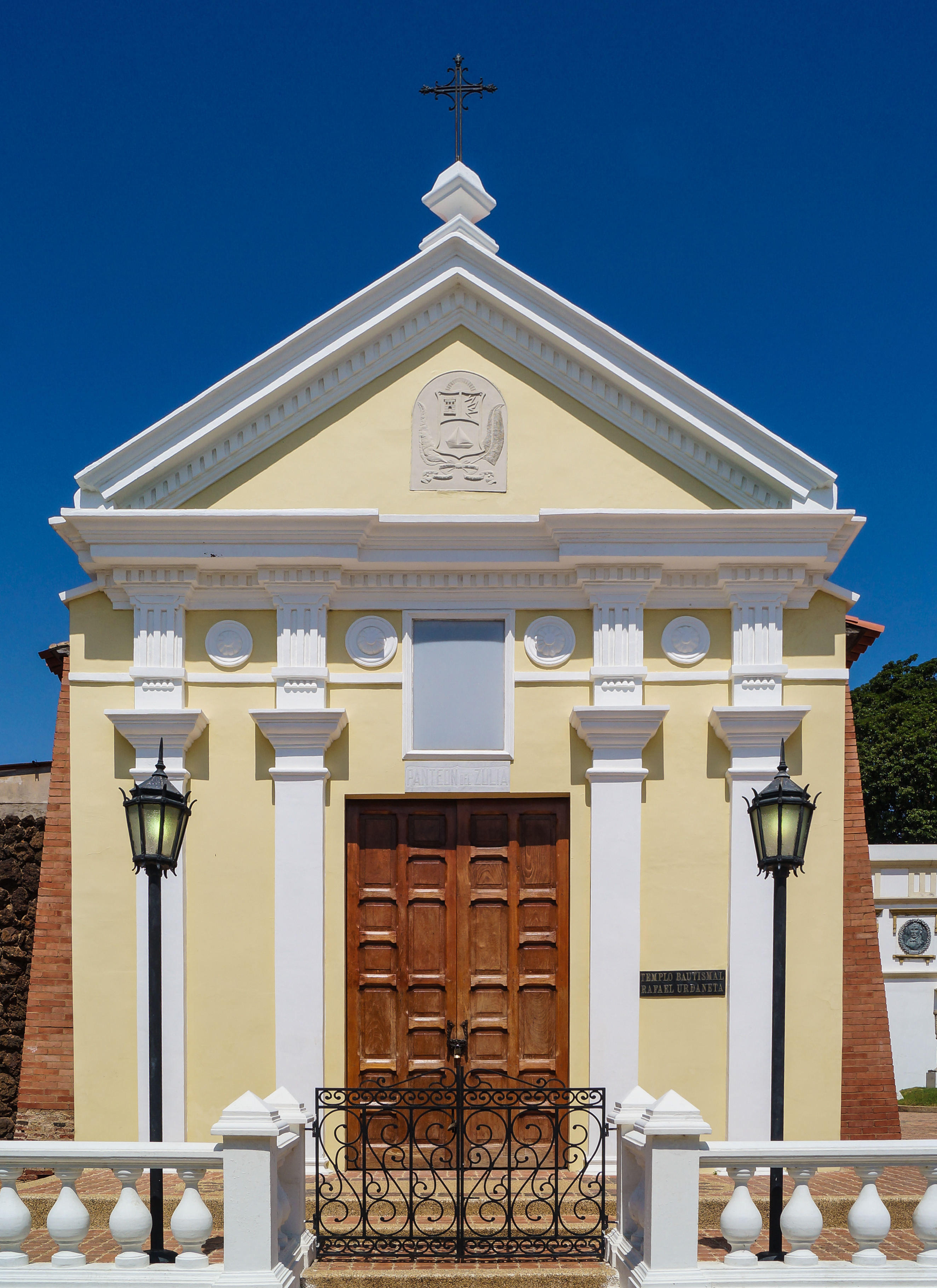
Panteón Regional del Zulia, lugar donde reposan los restos de Eduardo López Rivas

La muerte de López Rivas, el 22 de julio de 1913, representó un duelo general para la comunidad zuliana. Ocurrió en su residencia de la urbanización "Los Haticos", a orillas del Lago de Maracaibo, a los 63 años de edad, y fue sepultado en el "Cementerio Cuadrado" de Maracaibo. El 24 de febrero de 2015 los restos fueron trasladados al Panteón del Estado Zulia, donde actualmente reposan.

## Reconocimientos a su labor
- Premio "Eduardo López Rivas": Eduardo López Rivas es el nombre del premio Municipal de Periodismo de la ciudad de Maracaibo-Venezuela, el cual es entregado anualmente por el Concejo Municipal de Maracaibo, a periodistas con destacada labor.

- Premio "El Zulia ilustrado": Premio Regional de periodismo, mención Diseño y Diagramación, que otorga anualmente la Gobernación del Estado Zulia al periodista más destacado en diseño y arte de páginas. El premio lleva el nombre de la revista editada y dirigida por López Rivas, para difundir la historia y la cultura de su tierra natal.

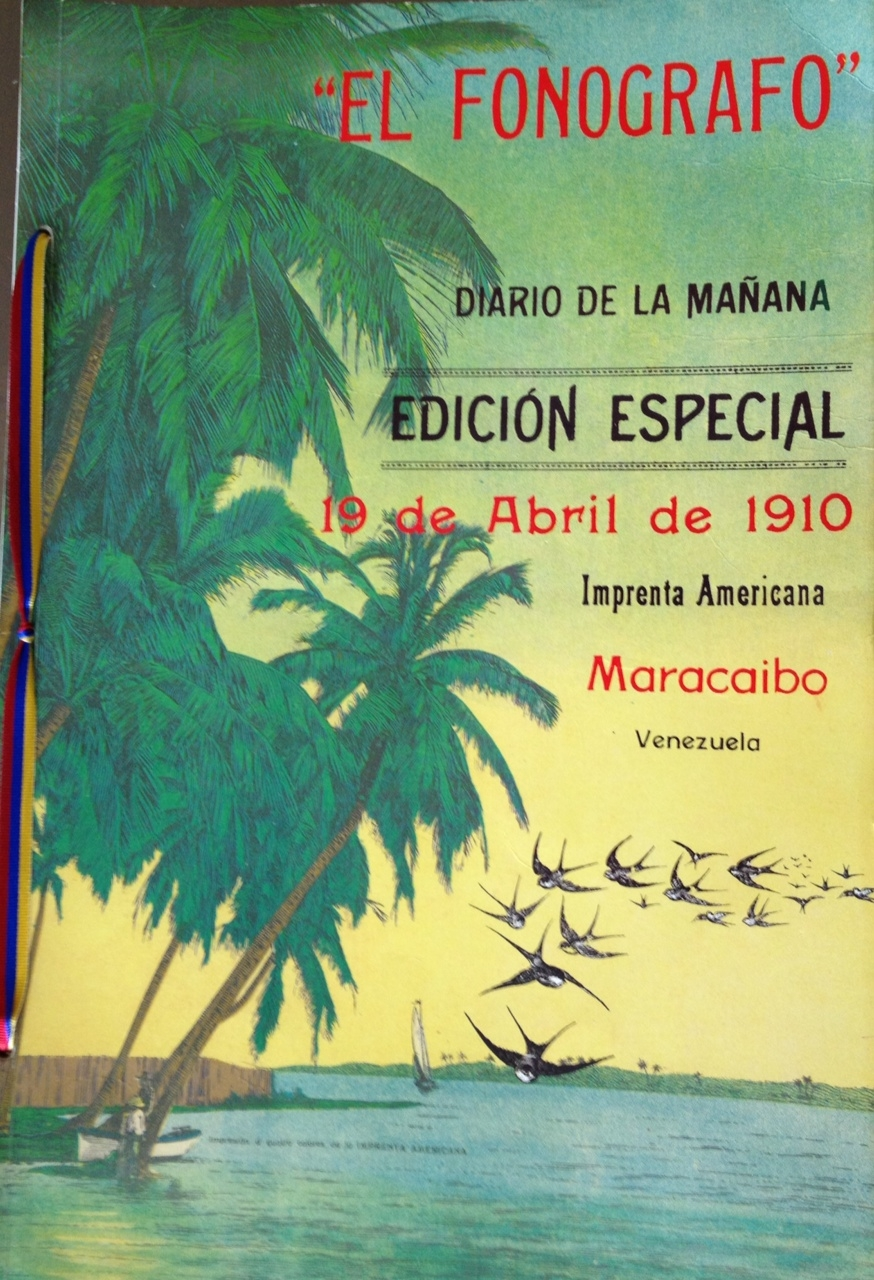
Edición de "El Fonógrafo", 19 de abril de 1910

- Hemeroteca "Eduardo López Rivas": Con este nombre se bautizó la hemeroteca de la Biblioteca Pública del Estado Zulia, en reconocimiento a la labor del ilustre periodista maracaibero.

- Panteón del Estado Zulia.: El 14 de junio de 2012 la Junta de Honores del Panteón del Zulia, presidida por el gobernador del estado, aprobó el traslado de los restos de Eduardo López Rivas al Panteón del Zulia.[13] La ceremonia de inhumación en el Panteón se celebró el 24 de febrero de 2015.

En honor a tan ilustre Hijo del Zulia, la Fundación Belloso de Maracaibo editó en 1965 una edición facsímil de la revista “El Zulia Ilustrado”. Esta edición ha sido texto de estudio en las universidades del país y constituye hoy en día la crónica histórica del Estado Zulia más consultada por los investigadores.  
La Corporación de Desarrollo de la Región Zuliana, Corpozulia, reeditó la Edición especial de El Fonógrafo del 19 de abril de 1910, fecha en que se cumplieron cien años de la independencia de Venezuela.  En esta edición se pueden leer artículos de intelectuales y poetas venezolanos de entonces, como Eduardo Blanco, y Udón Pérez.
La Dirección del Acervo Histórico del Zulia conserva la colección de El Fonógrafo en su archivo de microfilms. Esta colección ha sido siempre material de consulta entre los estudiantes de periodismo de las universidades de Venezuela.